# José María Beránger y Ruiz de Apodaca
José María Beránger y Ruiz de Apodaca (Cadis, 1824 – Madrid, 23 de gener de 1907) va ser un militar i ministre espanyol. Va ocupar el càrrec de Ministre de Marina en sis ocasions entre 1870 i 1897.
Al comandament de la Vitoria, es va unir a la causa del general Prim en 1868, capturant al vapor de guerra Colón, en el qual viatjava l'almirall Pavía, Capità General del Departament de Ferrol.
Entre el 20 de març de 1870 i el 4 de gener de 1871 va ocupar la cartera de Ministre de Marina durant el període de regència del general Francisco Serrano Domínguez després de la Revolució de 1868.
Ja sota el regnat d'Amadeu I ocuparà aquesta mateixa cartera ministerial en tres ocasions. La primera d'elles, sense solució de continuïtat amb l'anterior, abastarà des del 4 de gener fins al 24 de juliol de 1871 al govern presidit pel general Francisco Serrano. Posteriorment ocuparà la citada cartera entre el 24 de juliol i el 5 d'octubre de 1871, així com entre el 13 de juny de 1872 i l'11 de febrer de 1873, en ambdues ocasions en governs presidits per Manuel Ruiz Zorrilla.
Després de la renúncia al tron d'Amadeu I i la proclamació de la Primera República Espanyola va formar part del primer govern de la mateixa presidit per Estanislau Figueras i de Moragas, encarregant-se novament del ministeri de Marina entre l'11 de febrer i el 24 de febrer de 1873.
El cop d'estat protagonitzat pel general Manuel Pavía el 2 de gener de 1874, seguit pel pronunciament que el 29 de desembre d'aquest mateix any realitzarà el general Martínez Campos, provocaran la caiguda de la Primera República Espanyola i la restauració monàrquica. José María Beránger y Ruiz de Apodaca, que havia col·laborat en el cop del general Pavía, serà escollit senador per Almeria en 1876 i per La Corunya en 1881. En 1883 el rei Alfons XII el nomena senador vitalici.
El 27 de novembre de 1885 va tornar a ocupar la cartera del ministeri de Marina al govern presidit per Sagasta, cessant en la mateixa el 10 d'octubre de 1886 per la seva negativa a acceptar l'indult al general Villacampa. En 1890 i 1892 va ocupar de nou la citada cartera ministerial, amb un parèntesi entre ambdues etapes, amb Cánovas. En aquesta etapa es va ocupar de destruir el projecte del submarí d'Isaac Peral. Entre 1895 i 1897 va tornar de nou a la mateixa cartera el mateix president de govern. Va passar a la reserva en 1896.
Va morir el 23 de gener de 1907 a Madrid, a l'edat de 83 anys, en el seu domicili al carrer de Serrano. Fou enterrat el 25 de gener al cementiri de San Isidro.